# Namibia, Land of the Brave
Namibia, Land of the Brave, Namibias nationalsång. När Namibia blev självständigt 1990 anordnades en tävling om att skriva en ny nationalsång. Tävlingen vanns av Axali Doëseb, som var ledare för en folkmusikgrupp från Kalahariöknen. På årsdagen av självständigheten spelades sången offentligt första gången. Allmänheten tyckte bra om nationalsången, men vissa musikkritiker ansåg att ordens betoning inte alltid stämmer med musikens rytm.